# Celeste Jaguaribe de Matos Faria
Pour les articles homonymes, voir Jaguaribe (homonymie) et Faria.
Celeste Jaguaribe de Matos Faria (5 avril 1873 - 9 septembre 1938) est une compositrice, poètesse, chanteuse et enseignante brésilienne connue aussi sous son pseudonyme Stella Bomilcar. 

## Biographie
Celeste Jaguaribe de Matos Faria naît le 5 avril 1873 à Rio de Janeiro, fille de João Paulo Gomes de Mattos et de Joana de Alencar Jaguaribe Gomes de Mattos. 
Elle étudie d'abord le piano à Fortaleza et puis en 1901 à l'Instituto Nacional de Música où elle étudie la composition avec Alberto Nepomuceno et l'harmonie, le contrepoint et la fugue avec Antônio Francisco Braga (en). Elle a aussi étudié à Paris en 1914 et à Berlin en 1928.
Elle est nommée à l'Instituto Nacional de Música professeur de chant en 1905 et de solfège en 1911. 
Elle meurt à Rio de Janeiro le 9 septembre 1938,.

## Œuvres
Elle a principalement composé des œuvres vocales.
- A morte da boneca (Texte : Celeste Jaguaribe de Matos Faria)
- A noite
- A pedra (Texte : Celeste Jaguaribe de Matos Faria)
- Aquele amor (Texte : Celeste Jaguaribe de Matos Faria)
- Berceuse (Texte : Celeste Jaguaribe de Matos Faria)
- Canção da velhinha
- Covardia
- Cromo (Texte : Celeste Jaguaribe de Matos Faria)
- Interrogação (Texte : Celeste Jaguaribe de Matos Faria)
- Minha vida é assim
- Numéro postal
- O jasmineiro (Texte : Celeste Jaguaribe de Matos Faria)
- O menino curioso
- O ponte (Texte : Celeste Jaguaribe de Matos Faria)
- Olhos azuis (Texte : Celeste Jaguaribe de Matos Faria)
- Penas de garça (Texte : Auta de Souza (en))
- Rosas (Texte : Celeste Jaguaribe de Matos Faria)
- Saudade
- Tao so
- Treva, pénombre et lumière
- Trovas (Texte : Celeste Jaguaribe de Matos Faria)
- Vida fugaz [3]